# Yasmeen Rashed
Yasmeen Saed Rashed, née vers 1989, est une karatéka égyptienne. Elle a remporté la médaille d'or en kumite moins de 50 kg aux Jeux africains de 2011 à Maputo.